# Dean Cundey
Dean Raymond Cundey A.S.C. (Alhambra, Kalifornia, 1946. március 12. –) Oscar-díj-ra jelölt, Daytime Emmy-díjas, amerikai operatőr.
Olyan sikerfilmek fűződnek a nevéhez, mint a Halloween – A rémület éjszakája, A dolog, a Vissza a jövőbe-trilógia, a Nagy zűr kis Kínában, a Jurassic Park, az Apolló 13 és a Flubber – A szórakozott professzor.

## Pályafutása
Cundey Alhambra városában született, Kalifornia államban. Már egészen kis korától kezdve különböző modellek építésébe kezdett és már ekkor komoly érdeklődést fejezett ki a filmművészet iránt.
Már a húszas évei végén is dolgozott filmekben, igaz ezek kis költségvetésűek voltak. 1978-ban találkozott Debra Hillel, aki munkát adott neki egy akkoriban tervezett filmben, a Halloween című John Carpenter-horrorban.
Cundey szeretett volna újra együtt dolgozni Carpenterrel és Hillel, így született meg A köd, a Menekülés Nem York-ból, A dolog, a Halloween II, és a Halloween III. Illetve még egy alkalommal együtt dolgozhatott Carpenterrel az 1986-os nagy költségvetésű sci-fi kaland komédiában, a Nagy zűr kis Kínában című filmben.
1994-ben Cundey fényképezte a Drágám a nézők összementek című 4-D s spin-off mozit, amit számos Disney parkban vetítettek le szerte Amerikában.
John Carpenterrel közös munkái után olyan filmekhez adta tehetségét, mint a Psycho II, a Roger nyúl a pácban, az Országúti diszkó, a Smaragd románca, a Vissza a jövőbe trilógia, a Jurassic Park, az Apolló 13 és a Garfield.
1997-ben először fogott filmrendezésbe, amikor megrendezte a Drágám, most mi mentünk össze című filmet.
2008-ban Kanadába utazott, ahol a Rocktábor című zenés vígjátékot fényképezte, ez egyike azon filmeknek, amiket az Egyesült Államokon kívül készített, beleértve a Roger nyúl a pácban című Robert Zemeckis filmet, ami elsősorban Angliában készült.

## Filmjei
- Halloween – A rémület éjszakája - 1978
- A köd - 1980
- Menekülés New Yorkból - 1981
- Halloween 2. - 1981
- A dolog - 1982
- Halloween 3. – Boszorkányos időszak - 1982
- Psycho 2. - 1983
- A smaragd románca - 1984
- Vissza a jövőbe - 1985
- Nagy zűr kis Kínában - 1986
- Roger nyúl a pácban - 1988
- Országúti diszkó - 1989
- Vissza a jövőbe II. - 1989
- Vissza a jövőbe III. - 1990
- Jurassic Park - 1993
- A Flintstone család - 1994
- Casper - 1995
- Apolló 13 - 1995
- Drágám, most mi mentünk össze! - 1997
- Flubber – A szórakozott professzor - 1997
- Mi kell a nőnek? - 2000
- Bolondos dallamok – Újra bevetésen - 2003
- Garfield - 2004
- Rocktábor - 2008